# جانوس باد
جانوس باد (بالمجرية: Bud János) هو اقتصادي وسياسي مجري، ولد في 30 مايو 1880 في Dragomirești, Maramureș ‏ في رومانيا، وتوفي في 7 أغسطس 1950 في بودابست في المجر. انتخب عضو الجمعية الوطنية المجرية.